# Templecombe
Templecombe est un village du Somerset, dans le sud-ouest de l'Angleterre. Il est situé sur la route A357, à 8 km au sud de la ville de Wincanton. Administrativement, il relève du district de South Somerset. Au moment du recensement de 2001, il comptait 1 506 habitants.